# Es wird schon wieder besser
Pour plus de détails, voir Fiche technique et Distribution.
Es wird schon wieder besser (titre français : Ça va déjà mieux) est un film allemand réalisé par Kurt Gerron sorti en 1932.

## Synopsis
Fred, ingénieur au chômage, a un rendez-vous à l'usine automobile de Ringler et doit en même temps liquider ses dettes devant le tribunal. Son ami Willi va au procès à sa place, mais est immédiatement arrêté à la demande de Feldacker, l'avocat le plus connu de Berlin. Pendant ce temps, Edith, la fille fougueuse du constructeur automobile, doit comparaître devant le tribunal et est condamnée à une peine avec sursis pour avoir enfreint à plusieurs reprises les règles de la circulation. 
Elle s'enfuit furieusement avec Feldacker dans la voiture de sport et pousse Fred sur le côté. Bien que Fred ira bientôt bien, afin de se venger de Feldacker, il prétend avoir perdu la mémoire. En attendant, Edith et Fred s'aiment et trouvent également une solution pour couvrir la nouvelle implication d'Edith dans un accident de la circulation : Fred n'a pas à témoigner devant le tribunal s'il est marié à l'accusée.

## Fiche technique
- Titre : Es wird schon wieder besser
- Réalisation : Kurt Gerron assisté d'Erich Holder
- Scénario : Fritz Zeckendorf, Philipp Lothar Mayring
- Musique : Walter Jurmann, Bronislau Kaper
- Direction artistique : Julius von Borsody
- Costumes : Wilhelmine Spindler, Eduard Weinert
- Photographie : Fritz Arno Wagner, Robert Baberske (de)
- Son : Hermann Fritzsching
- Montage : Constantin Mick
- Production : Bruno Duday
- Sociétés de production : UFA
- Société de distribution : UFA
- Pays d'origine :  République de Weimar
- Langue : allemand
- Format : Noir et blanc - 1,37:1 - Mono - 35 mm
- Genre : Comédie
- Durée : 67 minutes
- Dates de sortie :
  -  République de Weimar : 6 février 1932.
  -  Suède : 17 mai 1932.
  -  France : 8 juillet 1932[1].
  -  Finlande : 14 août 1932.

## Distribution
- Heinz Rühmann : Fred Holmes
- Dolly Haas : Edith Ringler
- Paul Otto : Ringler
- Fritz Grünbaum (de) : Me Feldacker
- Oskar Sima : Dr. Hartmann
- Ernö Verebes (de) : Willi Bertram
- Jessie Vihrog (de) : Johanna, la femme de Willi
- Gerhard Bienert : Le policier
- Paul Westermeier : Le gardien de prison

## Source de la traduction
- (de) Cet article est partiellement ou en totalité issu de l’article de Wikipédia en allemand intitulé « Es wird schon wieder besser » (voir la liste des auteurs).